# COSMOS 3127341
COSMOS 3127341 è una galassia spirale barrata situata nella costellazione del Sestante alla distanza di circa 2,1 miliardi di anni luce dalla Terra.
Questa galassia è una delle circa 2.000 galassie spirali censite dal Telescopio spaziale Hubble nell'ambito del Cosmic Evolution Survey (COSMOS).